# Friedrich Hemmer
Friedrich Hemmer (* 13. Juli 1903 in Grombach; † 10. November 1993 in Külsheim-Eiersheim) war ein deutscher katholischer Geistlicher. Zur Zeit des Nationalsozialismus hat er sich für polnische Kriegsgefangene eingesetzt und kam dafür ins KZ Dachau. 1989 wurde er zum Ehrenbürger von Külsheim ernannt.

## Leben
Er entstammte einer alten Grombacher Familie, die dort mit Johann Jakob Hemmer (1752–1807) schon den katholischen Ortspfarrer und im 19. Jahrhundert zwei Ortsvorstände gestellt hatte. Seine Eltern waren der Landwirt August Hemmer (1874–1961) und Rosa geb. Dick (1874–1942). Nach dem studierte Katholische Theologie in Freiburg im Breisgau wurde er am 10. März 1929 in St. Peter im Schwarzwald zum Priester geweiht. Danach war er Kaplan in Obrigheim, Wertheim, Weilersbach, Aglasterhausen und Mörsch. 1938 wurde er Pfarrverweser in Röhrenbach bei Überlingen. Dort setzte er sich nach dem Ausbruch des Zweiten Weltkriegs für polnische Kriegsgefangene ein, indem er deren Benehmen lobte und sie verbotenerweise am Gottesdienst teilnehmen ließ. Am 1. Januar 1940 wurde er von der Gestapo verhaftet und saß danach eine viermonatige Gefängnisstrafe in Konstanz ab. Anschließend wurde er vom Röhrenbacher Patronatsherrn, dem Fürsten von Fürstenberg, als untragbar abgelehnt und im Oktober 1940 als Pfarrverweser nach Wiesenbach versetzt, wo er am 20. August 1941 aus demselben Anlass erneut verhaftet wurde. Von 8. Oktober 1941 bis 11. Februar 1942 war er im KZ Dachau im Priesterblock 26 inhaftiert. 1964 wurde er Pfarrer in Eiersheim bei Külsheim. 1978 trat er aus gesundheitlichen Gründen in den Ruhestand. Die Stadt Külsheim hat ihn 1989 zum Ehrenbürger ernannt.